# Loi de Littlewood
La loi de Littlewood stipule qu'une personne peut s'attendre à vivre un événement apparemment tout à fait exceptionnel (ayant de l’ordre d’une chance sur un million de se produire, ce que Littlewood définit comme un « miracle ») environ une fois par mois.

## Histoire
La loi a été encadrée[Quoi ?] par le professeur de l'université de Cambridge, John Edensor Littlewood, et publiée dans une collection de 1986 de son ouvrage[pas clair], A Mathematician's Miscellany. Il cherche entre autres à démystifier un élément de phénoménologie supposée surnaturelle[pas clair] et est lié à la loi plus générale des nombres vraiment grands, qui stipule qu'avec une taille d'échantillon assez grand, tout ce qui est miraculeux est susceptible de se produire.

## Description
Littlewood définit un miracle comme un événement exceptionnel d'une importance particulière se produisant à une fréquence de un sur un million. Il suppose que pendant les heures où un humain est éveillé et alerte, un humain verra ou entendra un « événement » par seconde, qui peut être exceptionnel ou non exceptionnel. De plus, Littlewood suppose qu'un humain est en alerte pendant environ huit heures par jour.
En conséquence, un être humain fait l'expérience d'un million d'événements en 35 jours. En acceptant cette définition d'un miracle, on peut s'attendre à observer en moyenne un événement miraculeux tous les 35 jours - et, par conséquent, selon ce raisonnement, des événements apparemment miraculeux sont réellement courants.